# Turcja na Zimowych Igrzyskach Olimpijskich 1936
Turcja na Zimowych Igrzyskach Olimpijskich 1936 – występ kadry sportowców reprezentujących Turcję na igrzyskach olimpijskich w Garmisch-Partenkirchen w 1936 roku.
W kadrze znalazło się sześciu zawodników. Wzięli oni udział w trzech konkurencjach w dwóch dyscyplinach sportowych – biegach narciarskich i narciarstwie alpejskim. Dwóch zawodników wystąpiło w obu dyscyplinach. 
Tylko jeden z Turków został sklasyfikowany w swojej konkurencji – Mehmut Şevket Karman zajął 72. miejsce w biegu narciarskim na 18 km stylem klasycznym. Karman dobiegł na metę jako ostatni, tracąc prawie 55 minut do zwycięzcy – Szweda Erika Larssona i ponad 25 minut do przedostatniego w stawce – Brytyjczyka Francisa Waltera. W biegu sztafetowym trzech pierwszych tureckich zawodników ukończyło swoją część biegu (po 10 km). Na czwartej zmianie Mehmut Şevket Karman doznał kontuzji, w wyniku której zszedł z trasy, a sztafeta nie została sklasyfikowana. W pozostałych startach tureccy zawodnicy nie ukończyli swoich konkurencji bądź zostali zdyskwalifikowani. 
Funkcję chorążego reprezentacji Turcji podczas ceremonii otwarcia igrzysk pełnił Mehmut Şevket Karman. Reprezentacja Turcji weszła na stadion olimpijski jako 25. w kolejności, pomiędzy ekipami z Czechosłowacji i Węgier. Rolę attaché reprezentacji Turcji pełnił A. Gerdeisen.
Był to debiut reprezentacji Turcji na zimowych igrzyskach olimpijskich i szósty start olimpijski, wliczając w to letnie występy. 

## Skład reprezentacji

### Biegi narciarskie
| Konkurencja                                           | Zawodnik                                                   | Czas                        | Strata | Miejsce |
| ----------------------------------------------------- | ---------------------------------------------------------- | --------------------------- | ------ | ------- |
| Bieg indywidualny mężczyzn na 18 km stylem klasycznym | Mehmut Şevket Karman                                       | 2:09:36                     | +54:58 | 72.     |
| Bieg indywidualny mężczyzn na 18 km stylem klasycznym | Cemal Tigin                                                | DNF                         | DNF    | DNF     |
| Sztafeta mężczyzn 4×10 km                             | Reşat Erceş Sadri Erkılıç Cemal Tigin Mehmut Şevket Karman | 1:14:59 1:04:06 1:10:26 DNF | –      | DNF     |

### Narciarstwo alpejskie
| Konkurencja         | Zawodnik             | Zjazd   | Zjazd  | Zjazd   | Slalom | Slalom | Slalom  | Łącznie | Łącznie |
| Konkurencja         | Zawodnik             | Czas    | Punkty | Miejsce | Czas   | Punkty | Miejsce | Punkty  | Miejsce |
| ------------------- | -------------------- | ------- | ------ | ------- | ------ | ------ | ------- | ------- | ------- |
| Kombinacja mężczyzn | Nazım Aslangil       | 13:56,8 | 34,35  | 57.     | DNF    | DNF    | DNF     | DNF     | DNF     |
| Kombinacja mężczyzn | Reşat Erceş          | 22:44,4 | 21,06  | 60.     | DSQ    | DSQ    | DSQ     | DSQ     | DNF     |
| Kombinacja mężczyzn | Mehmut Şevket Karman | 14:29,2 | 33,06  | 59.     | DSQ    | DSQ    | DSQ     | DSQ     | DNF     |
| Kombinacja mężczyzn | Ülker Pamir          | 14:18,4 | 33,48  | 58.     | DNF    | DNF    | DNF     | DNF     | DNF     |